# Presidente do Conselho de Ministros do Quirguistão
O Presidente do Conselho de Ministros da República Quirguiz, anteriormente conhecido como primeiro-ministro da República Quirguiz, é o chefe de governo do Quirguistão. De uma maneira geral, o presidente do Quirguistão ocupa uma posição mais forte do que o presidente do Conselho de Ministros do Quirguistão no país, na medida em que tem a prerrogativa de indicar o primeiro-ministro de maneira temporária até sua confirmação pelo Jogorku Kenesh (parlamento). O Presidente do Conselho de Ministros é então responsável por formar o gabinete de governo, juntamente com o presidente.

## Lista de chefes de governo do Quirguistão
| República Quirguiz                                 | República Quirguiz | República Quirguiz                   | República Quirguiz      | República Quirguiz      | República Quirguiz                        | República Quirguiz |
| Primeiro-ministro                                  | Primeiro-ministro  | Primeiro-ministro                    | Primeiro-ministro       | Primeiro-ministro       | Primeiro-ministro                         | Primeiro-ministro  |
| Nº                                                 | Retrato            | Nome                                 | Início do mandato       | Fim do mandato          | Partido político                          | Fonte(s)           |
| -------------------------------------------------- | ------------------ | ------------------------------------ | ----------------------- | ----------------------- | ----------------------------------------- | ------------------ |
| 1                                                  |                    | Nasirdin Isanov                      | 21 de janeiro de 1991   | 29 de novembro de 1991  | Não partidário                            |                    |
| 2                                                  |                    | Andrey Iordan                        | 29 de novembro de 1991  | 10 de fevereiro de 1992 | Não partidário                            |                    |
| 3                                                  |                    | Tursunbek Chyngyshev                 | 10 de fevereiro de 1992 | 13 de dezembro de 1993  | Não partidário                            |                    |
| —                                                  |                    | Almanbet Matubraimov (interino)      | 13 de dezembro de 1993  | 14 de dezembro de 1993  | Não partidário                            |                    |
| 4                                                  |                    | Apas Jumagulov                       | 14 de dezembro de 1993  | 14 de março de 1998     | Não partidário                            |                    |
| 5                                                  |                    | Kubanychbek Jumaliyev                | 14 de março de 1998     | 23 de dezembro de 1998  | Não partidário                            |                    |
| —                                                  |                    | Boris Silayev (interino)             | 23 de dezembro de 1998  | 25 de dezembro de 1998  | Não partidário                            |                    |
| 6                                                  |                    | Jumabek Ibraimov                     | 25 de dezembro de 1998  | 4 de abril de 1999      | Não partidário                            |                    |
| —                                                  |                    | Boris Silayev (interino)             | 4 de abril de 1998      | 12 de abril de 1999     | Não partidário                            |                    |
| 7                                                  |                    | Amangeldy Muraliyev                  | 12 de abril de 1999     | 21 de dezembro de 2000  | Não partidário                            |                    |
| 8                                                  |                    | Kurmanbek Bakiyev                    | 21 de dezembro de 2000  | 22 de maio de 2002      | Não partidário                            |                    |
| 9                                                  |                    | Nikolay Tanayev                      | 22 de maio de 2002      | 25 de março de 2005     | Não partidário                            |                    |
| (8)                                                |                    | Kurmanbek Bakiyev                    | 25 de março de 2005     | 20 de junho de 2005     | Movimento Popular do Quirguistão          |                    |
| —                                                  |                    | Medetbek Kerimkulov (interino)       | 20 de junho de 2005     | 10 de julho de 2005     | Não partidário                            |                    |
| (8)                                                |                    | Kurmanbek Bakiyev                    | 10 de julho de 2005     | 15 de agosto de 2005    | Movimento Popular do Quirguistão          |                    |
| 10                                                 |                    | Felix Kulov                          | 15 de agosto de 2005    | 29 de janeiro de 2007   | Ar-Namys                                  |                    |
| 11                                                 |                    | Azim Isabekov                        | 29 de janeiro de 2007   | 29 de março de 2007     | Ar-Namys                                  |                    |
| 12                                                 |                    | Almazbek Atambaiev                   | 29 de março de 2007     | 28 de novembro de 2007  | Partido Social Democrata do Quirguistão   |                    |
| —                                                  |                    | Iskenderbek Aidaraliyev (interino)   | 28 de novembro de 2007  | 24 de dezembro de 2007  | Não partidário                            |                    |
| 13                                                 |                    | Igor Chudinov                        | 24 de dezembro de 2007  | 21 de outubro de 2009   | Ak Jol                                    |                    |
| 14                                                 |                    | Daniar Usenov                        | 21 de outubro de 2009   | 7 de abril de 2010      | Ak Jol                                    |                    |
| Vago (7 de abril de 2010 – 17 de dezembro de 2010) |                    |                                      |                         |                         |                                           |                    |
| (12)                                               |                    | Almazbek Atambaiev                   | 17 de dezembro de 2010  | 23 de setembro de 2011  | Partido Social Democrata do Quirguistão   |                    |
| —                                                  |                    | Omurbek Babanov (interino)           | 23 de setembro de 2011  | 14 de novembro de 2011  | Respublika                                |                    |
| (12)                                               |                    | Almazbek Atambaiev                   | 14 de novembro de 2011  | 1 de dezembro de 2011   | Partido Social Democrata do Quirguistão   |                    |
| 15                                                 |                    | Omurbek Babanov                      | 1 de dezembro de 2011   | 1 de setembro de 2012   | Respublika                                |                    |
| —                                                  |                    | Aaly Karashev (interino)             | 1 de setembro de 2012   | 5 de setembro de 2012   | Respublika                                |                    |
| 16                                                 |                    | Zhantoro Satybaldiyev                | 5 de setembro de 2012   | 26 de março de 2014     | Independente                              |                    |
| 17                                                 |                    | Djoomart Otorbaev                    | 26 de março de 2014     | 30 de abril de 2015     | Akshumkar                                 |                    |
| 18                                                 |                    | Temir Sariyev                        | 30 de abril de 2015     | 13 de abril de 2016     | Independente                              |                    |
| 19                                                 |                    | Sooronbay Jeenbekov                  | 13 de abril de 2016     | 22 de agosto de 2017    | Partido Social Democrático do Quirguistão | [ 1 ]              |
| —                                                  |                    | Mukhammedkalyi Abylgaziev (interino) | 22 de agosto de 2017    | 26 de agosto de 2017    | Independente                              |                    |
| 20                                                 |                    | Sapar Isakov                         | 26 de agosto de 2017    | 19 de abril de 2018     | Partido Social Democrático do Quirguistão | [ 1 ]              |
| 21                                                 |                    | Mukhammedkalyi Abylgaziev            | 19 de abril de 2018     | 17 de junho de 2020     | Independente                              | [ 2 ]              |
| 22                                                 |                    | Kubatbek Boronov                     | 17 de junho de 2020     | 6 de outubro de 2020    | Independente                              |                    |
| 23                                                 |                    | Sadyr Japarov                        | 6 de outubro de 2020    | 14 de novembro de 2020  | Mekenchil                                 |                    |
| __                                                 |                    | Artem Novikov (interino)             | 14 de novembro de 2020  | 3 de fevereiro de 2021  | Independente                              |                    |
| 24                                                 |                    | Ulukbek Maripov                      | 3 de fevereiro de 2021  | 5 de maio de 2021       | Independente                              |                    |
| Presidente do Conselho de Ministros                |                    |                                      |                         |                         |                                           |                    |
| 1                                                  |                    | Ulukbek Maripov                      | 5 de maio de 2021       | 12 de outubro de 2021   | Independente                              |                    |
| 2                                                  |                    | Akylbek Japarov                      | 12 de outubro de 2021   | 16 de dezembro de 2024  | Ar-Namys                                  |                    |
| 3                                                  |                    | Adylbek Kasymaliev                   | 16 de dezembro de 2024  | presente                | Independente                              |                    |